# Topologia dello spazio-tempo
La topologia dello spazio-tempo o topologia spazio-temporale, la struttura topologica dello spazio-tempo, è un argomento studiato principalmente nella relatività generale. Questa teoria fisica modella la  gravitazione utilizzando una varietà lorentziana (uno spazio-tempo) e i concetti di topologia diventano perciò importanti nell'analisi degli aspetti sia locali che globali dello spazio-tempo. Lo studio della topologia dello spazio-tempo è importante specialmente in cosmologia fisica.

## Tipi di topologia
Ci sono due principali tipi di topologia per uno spazio-tempo {\displaystyle M}:

### Topologia della varietà
Come con ogni varietà, uno spazio-tempo possiede una topologia di varietà naturale. Qui gli insiemi aperti sono l'immagine degli insiemi aperti in {\displaystyle \mathbb {R} ^{n}}.

### Traiettoria o topologia di Zeeman
Definizione:  La topologia {\displaystyle \rho } in cui un sottoinsieme {\displaystyle E\subset M} è aperto se per ogni curva di tipo tempo {\displaystyle c} c'è un insieme {\displaystyle O} nella topologia di varietà tale che {\displaystyle E\cap c=O\cap c}.
È la topologia più fine fra quelle che inducono la stessa topologia come {\displaystyle M} fa sulle curve di tipo tempo.

#### Proprietà
Strettamente più fine della topologia di varietà, essa è dunque Hausdorff, separabile ma non localmente compatta.
Una base per la topologia sono gli insiemi della forma {\displaystyle I^{+}(p,U)\cup I^{-}(p,U)\cup p} per qualche punto {\displaystyle p\in M} e qualche intorno normale convesso {\displaystyle U\subset M}. 
({\displaystyle I^{\pm }} denota il futuro e il passato cronologico).

### Topologia di Alexandrov
La topologia di Alexandrov, anche detta topologia di intervallo, viene definita nei termini delle struttura causale nello spazio-tempo.
È la topologia più grossolana tale che {\displaystyle I^{+}(E)} è aperto per tutti i sottoinsiemi {\displaystyle E\subset M}.
Qui la base degli insiemi aperti per la topologia sono insiemi della forma {\displaystyle I^{+}(x)\cap I^{-}(y)} per alcuni punti {\displaystyle \,x,y\in M}.
Questa topologia coincide con la topologia della varietà se e solo se la varietà è fortemente causale ma in genere essa è più grossolana (coarse).